# What If...? (serie de televisión)
What If...? (¿Qué pasaría si...? en España) es una serie de televisión de antología animada estadounidense creada por A.C. Bradley para el servicio de streaming, Disney+, basada en la serie de Marvel Comics del mismo nombre. Es la cuarta serie de televisión del Universo cinematográfico de Marvel (MCU) producida por Marvel Studios, y la primera serie animada del estudio de Marvel Studios Animation. La serie explora líneas de tiempo alternativas en el multiverso que muestran lo que sucedería si los momentos importantes de las películas del UCM ocurrieran de manera diferente. Bradley se desempeña como guionista principal para las dos primeras temporadas, con Matthew Chauncey para la tercera, y con Bryan Andrews como director principal.
Jeffrey Wright interpreta al Vigilante, quien narra la serie, junto con muchos actores del UCM que repiten sus papeles. Marvel Studios estaba desarrollando la serie para Disney+ a fines de 2018, con Bradley y Andrews a bordo. Se anunció oficialmente en abril de 2019. El jefe de desarrollo visual de Marvel Studios, Ryan Meinerding, ayudó a definir el estilo de animación de sombreado plano de la serie, que fue diseñado para reflejar las películas e inspirarse en los ilustradores estadounidenses clásicos. La animación de la serie estuvo a cargo de  Flying Bark Productions y Stellar Creative Lab, con Blue Spirit y Squeeze también proporcionando animación en la primera temporada y SDFX Studios también animando en la segunda temporada. Stephan Franck se desempeñó como jefe de animación en la primera temporada, así como director en la segunda y tercera temporada, con Scott Wright como jefe de animación en la segunda. Chauncey, quien se desempeñó como editor de la historia de la serie, reemplazó a Bradley como guionista principal de la tercera temporada.
La primera temporada de What If...? se estrenó el 11 de agosto de 2021, y duró nueve episodios hasta el 6 de octubre como parte de la Fase Cuatro del UCM. La segunda temporada, también de nueve episodios, se estrenó el 22 de diciembre de 2023, emitiendo sus capítulos diariamente hasta el 30 de diciembre; la tercera y última temporada se estrenó el 22 de diciembre de 2024, emitiendo sus capítulos diariamente hasta el 29 de diciembre, ambas como parte de la Fase Cinco. La serie ha recibido críticas generalmente positivas, con elogios por la actuación de voz, la animación, las historias creativas y los escenarios, aunque la duración y la escritura de los episodios recibieron algunas críticas. Una serie derivada titulada Marvel Zombies se estrenara en octubre de 2025. En mayo de 2024 se lanzó una historia interactiva de realidad aumentada y realidad virtual para el auricular Apple Vision Pro, What If...? – An Immersive Story.

## Premisa
Tras el establecimiento del multiverso en el final de la primera temporada de Loki, What If...? explora varias líneas de tiempo alternativas del multiverso en el que los momentos principales de las películas del Universo cinematográfico de Marvel (UCM) ocurren de manera diferente, según lo observado por el Vigilante. En la segunda temporada, luego de la formación de los Guardianes del Multiverso, el Vigilante continúa explorando mundos más extraños, conociendo nuevos héroes y manteniendo el multiverso seguro.

## Episodios
| Temporada | Temporada | Episodios | Episodios | Emisión original        | Emisión original        |
| Temporada | Temporada | Episodios | Episodios | Primera emisión         | Última emisión          |
| --------- | --------- | --------- | --------- | ----------------------- | ----------------------- |
|           | 1         | 9         | 9         | 11 de agosto de 2021    | 6 de octubre de 2021    |
|           | 2         | 9         | 9         | 22 de diciembre de 2023 | 30 de diciembre de 2023 |
|           | 3         | 8         | 8         | 22 de diciembre de 2024 | 29 de diciembre de 2024 |

### Primera temporada (2021)
| N.º en serie | N.º en temp. | Título                                                           | Dirigido por  | Escrito por                     | Fecha de lanzamiento original |
| ------------ | ------------ | ---------------------------------------------------------------- | ------------- | ------------------------------- | ----------------------------- |
| 1            | 1            | «What If... Captain Carter Was the First Avenger?»               | Bryan Andrews | A.C. Bradley                    | 11 de agosto de 2021          |
| 2            | 2            | «What If... T'Challa Became a Star-Lord?»                        | Bryan Andrews | Matthew Chauncey                | 18 de agosto de 2021          |
| 3            | 3            | «What If... the World Lost Its Mightiest Heroes?»                | Bryan Andrews | A.C. Bradley & Matthew Chauncey | 25 de agosto de 2021          |
| 4            | 4            | «What If... Doctor Strange Lost His Heart Instead of His Hands?» | Bryan Andrews | A.C. Bradley                    | 1 de septiembre de 2021       |
| 5            | 5            | «What If... Zombis?!»                                            | Bryan Andrews | Matthew Chauncey                | 8 de septiembre de 2021       |
| 6            | 6            | «What If... Killmonger rescued Tony Stark?»                      | Bryan Andrews | Matthew Chauncey                | 15 de septiembre de 2021      |
| 7            | 7            | «What If... Thor Were an Only Child?»                            | Bryan Andrews | A.C. Bradley                    | 22 de septiembre de 2021      |
| 8            | 8            | «What If... Ultron Won?»                                         | Bryan Andrews | Matthew Chauncey                | 29 de septiembre de 2021      |
| 9            | 9            | «What If... the Watcher Broke His Oath?»                         | Bryan Andrews | A.C. Bradley                    | 6 de octubre de 2021          |

### Segunda temporada (2023)
| N.º en serie | N.º en temp. | Título                                                      | Dirigido por   | Escrito por                      | Fecha de emisión original |
| ------------ | ------------ | ----------------------------------------------------------- | -------------- | -------------------------------- | ------------------------- |
| 10           | 1            | «What If... Nebula Joined the Nova Corps?»                  | Stephan Franck | Matthew Chauncey                 | 22 de diciembre de 2023   |
| 11           | 2            | «What If... Peter Quill Attacked Earth's Mightiest Heroes?» | Bryan Andrews  | Matthew Chauncey                 | 23 de diciembre de 2023   |
| 12           | 3            | «What If... Happy Hogan Saved Christmas?»                   | Bryan Andrews  | A. C. Bradley & Matthew Chauncey | 24 de diciembre de 2023   |
| 13           | 4            | «What If... Iron Man Crashed Into the Grandmaster?»         | Bryan Andrews  | A. C. Bradley                    | 25 de diciembre de 2023   |
| 14           | 5            | «What If... Captain Carter Fought the Hydra Stomper?»       | Bryan Andrews  | A. C. Bradley                    | 26 de diciembre de 2023   |
| 15           | 6            | «What If... Kahhori Reshaped the World?»                    | Bryan Andrews  | Ryan Little                      | 27 de diciembre de 2023   |
| 16           | 7            | «What If... Hela Found the Ten Rings?»                      | Bryan Andrews  | Matthew Chauncey                 | 28 de diciembre de 2023   |
| 17           | 8            | «What If... the Avengers Assembled in 1602?»                | Bryan Andrews  | A. C. Bradley & Ryan Little      | 29 de diciembre de 2023   |
| 18           | 9            | «What If... Strange Supreme Intervened?»                    | Bryan Andrews  | Matthew Chauncey                 | 30 de diciembre de 2023   |

### Tercera temporada (2024)
| N.º en serie | N.º en temp. | Título                                                    | Dirigido por                   | Escrito por                                                                                   | Fecha de emisión original |
| ------------ | ------------ | --------------------------------------------------------- | ------------------------------ | --------------------------------------------------------------------------------------------- | ------------------------- |
| 19           | 1            | «What If... The Hulk Fought the Mech Avengers?»           | Stephan Franck                 | Historia: A. C. Bradley y Bryan Andrews Guion: Ryan Little                                    | 22 de diciembre de 2024   |
| 20           | 2            | «What If... Agatha Went to Hollywood?»                    | Bryan Andrews                  | Historia: Bryan Andrews, Matthew Chauncey & Ryan Little Guion: Matthew Chauncey & Ryan Little | 23 de diciembre de 2024   |
| 21           | 3            | «What If... the Red Guardian Stopped the Winter Soldier?» | Bryan Andrews                  | A. C. Bradley                                                                                 | 24 de diciembre de 2024   |
| 22           | 4            | «What If... Howard the Duck Got Hitched?»                 | Stephan Franck                 | Historia: Bryan Andrews, Matthew Chauncey y Ryan Little Guion: Matthew Chauncey y Ryan Little | 25 de diciembre de 2024   |
| 23           | 5            | «What If... the Emergence Destroyed the Earth?»           | Stephan Franck                 | Historia: Bryan Andrews, Matthew Chauncey y Ryan Little Guion: Matthew Chauncey y Ryan Little | 26 de diciembre de 2024   |
| 24           | 6            | «What If... 1872?»                                        | Stephan Franck & Bryan Andrews | Historia: Bryan Andrews, Matthew Chauncey & Ryan Little Guion: Matthew Chauncey & Ryan Little | 27 de diciembre de 2024   |
| 25           | 7            | «What If... the Watcher Disappeared?»                     | Stephan Franck                 | Historia: Bryan Andrews, Matthew Chauncey y Ryan Little Guion: Matthew Chauncey y Ryan Little | 28 de diciembre de 2024   |
| 26           | 8            | «What If... What If?»                                     | Bryan Andrews                  | Historia: Bryan Andrews, Matthew Chauncey y Ryan Little Guion: Matthew Chauncey y Ryan Little | 29 de diciembre de 2024   |

Los episodios de la temporada incluyen: un episodio centrado en Guardián Rojo, escrito por Bradley, que también presenta a Bucky Barnes, Bill Foster y Ranger Morales, es parte de la temporada; originalmente estaba pensado para la segunda temporada.

## Reparto y personajes
La serie está narrada por Jeffrey Wright como Uatu el Vigilante, un miembro de la raza de los Vigilantes extraterrestres, que observan el multiverso, en un papel similar al de Rod Serling en The Twilight Zone. El escritor principal, A.C. Bradley, dijo que el Vigilante está "por encima de todo" y comparó al personaje con un espectador que mira el video de la "rata de la pizza", observando y sin interferir ya que "no tiene interés en hacerse amigo de la rata, vivir entre las ratas o hacer cosas de ratas... Esa es la relación del Vigilante con la humanidad". El productor ejecutivo, Brad Winderbaum sintió que la actuación de Wright inspiró un sentido de humanidad al personaje, y Bradley explicó que Wright fue elegido porque su voz combina poder, carisma y autoridad con una "personalidad cálida". Wright se aproximó al personaje como si fuera un papel de acción real, aprendiendo todo lo que pudo sobre el Vigilante para que su voz pudiera reflejar la "presencia singularmente poderosa, omnisciente y sabia" del personaje. Wright eligió un acento estadounidense contemporáneo en lugar de que el personaje sonara como "un tipo viejo, oxidado y educado en Oxford en un salón de estilo tudor en alguna parte" y, además de investigar las apariencias del personaje en los cómics, Wright se inspiró en el tono de la serie, visuales y animaciones al desarrollar la voz del personaje. Para la segunda temporada, Wright pudo ver cómo su actuación jugaba con la animación de los episodios de la primera temporada, lo que le permitió hacer algunos ajustes a su actuación, como agregar "un poco más de misterio a la voz y un poco más de distancia" para avanzar más la noción de que el Vigilante "no está completamente presente". La tercera temporada explora más a fondo la humanidad del personaje, y Winderbaum la califica como una "culminación satisfactoria" para el personaje, y dice que el Vigilante "se presenta como indiferente, frío y solo un observador, pero se preocupa más que todos". El nombre de los cómics, "Uatu" no se usa en la serie porque esto implicaría que había más de uno viendo los eventos de la serie cuando Bradley, en cambio, quería enfocarse en la narrativa de "el Vigilante" observando los diferentes personajes y realidades y cómo le afectan.
Más de 50 actores repiten sus papeles cinematográficos del MCU en la primera temporada, mientras que más de 30 repiten sus papeles en la segunda temporada.

## Producción

### Desarrollo

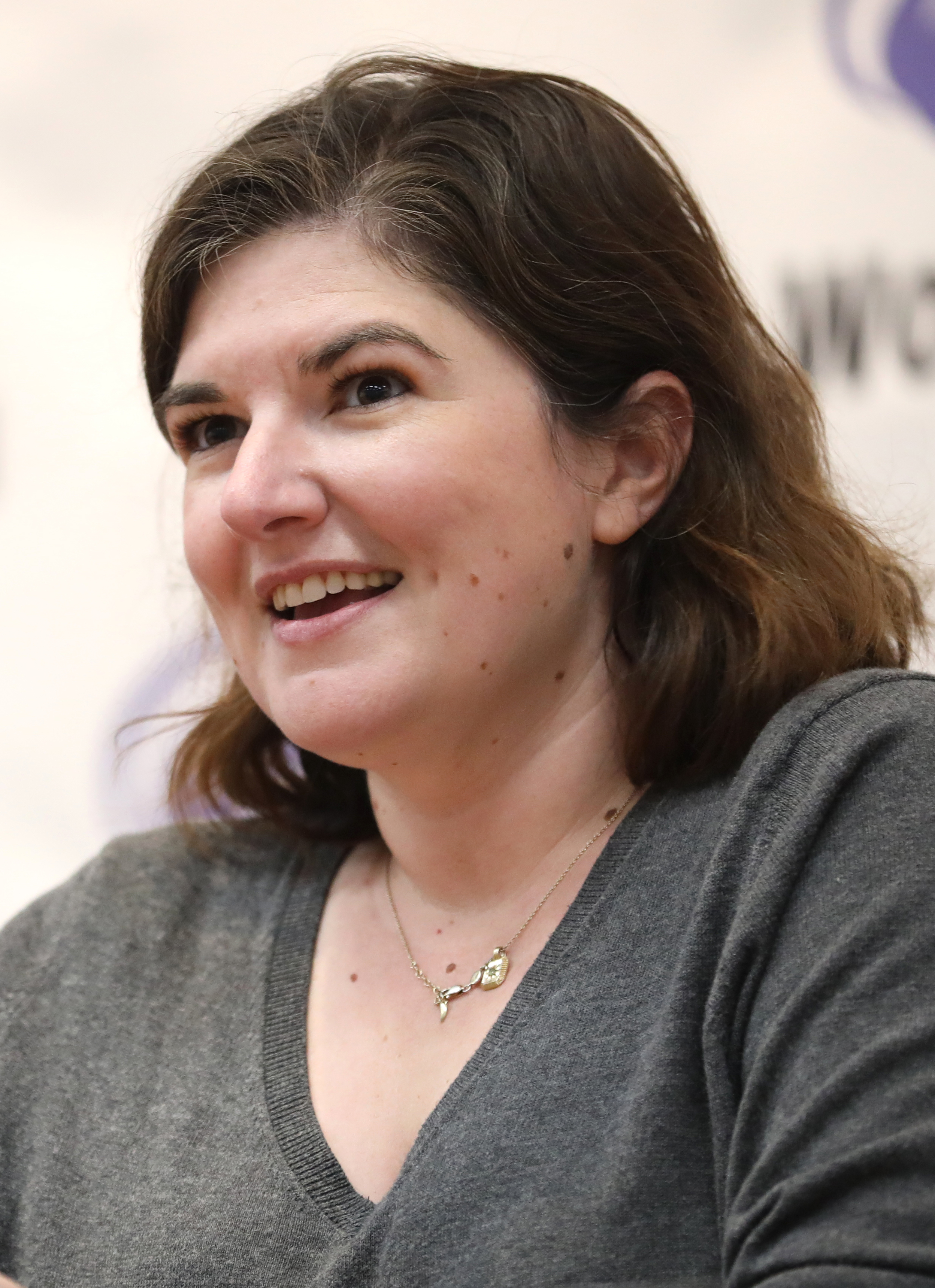
A. C. Bradley, la creadora y escritora principal de What If...?

En septiembre de 2018, se informó que Marvel Studios estaba desarrollando varias series para el servicio de streaming de Disney, llamado Disney+; el presidente de Marvel Studios, Kevin Feige, estaba listo para asumir un "papel práctico" en el desarrollo de cada serie, enfocándose en "manejar" a los actores que estarían repitiendo sus papeles de las películas. Para marzo de 2019, Marvel Studios planeaba crear una serie animada basada en What If ...?, de Marvel Comics, para Disney+, que entró en desarrollo en 2018. La serie de antología, que sería producida por Feige, exploraría cómo se alteraría el UCM si ciertos eventos hubieran ocurrido de manera diferente, como si Loki empuñara el martillo de Thor, Mjolnir. La idea era que los actores que retratan a los personajes del UCM también pusieran su voz en la serie. A. C. Bradley fue sugerida como escritora principal para la serie por el ejecutivo de Marvel Studios, Jonathan Schwartz después de presentarse sin éxito como escritora de Capitana Marvel (2019). Bradley estaba ansiosa por escribir una película de Marvel debido a su amor por la franquicia y sintió que What If...? era su oportunidad de crear muchas historias de Marvel. Marvel Studios quedó impresionado de que algunas de las ideas de Bradley para la serie coincidieran con los conceptos que estaban planeando para las películas, y se unió al proyecto en octubre de 2018. Uno de los conceptos que Marvel había ideado y que le pidieron a Bradley que abordara fue qué pasaría si se formara un equipo de Vengadores de la década de 1980 después de que un joven Peter Quill regresara a la Tierra; este concepto eventualmente evolucionaría hacia el episodio de la segunda temporada, «What If... Peter Quill Attacked Earth's Mightiest Heroes?». Bryan Andrews, artista de guiones gráficos en muchas de las principales secuencias de acción de las películas del UCM, se reunió con Brad Winderbaum, el ejecutivo de Marvel Studios a cargo de la serie, para dirigir la serie en 2018. Bradley y Andrews fueron anunciados oficialmente en sus funciones en agosto de 2019.
En abril de 2019, Disney y Marvel anunciaron oficialmente la serie. Marvel Studios había discutido la adaptación de los cómics What If...? en el pasado, pero decidieron no hacerlo hasta después la conclusión de «La saga Infinity» para que tuvieran suficientes argumentos para crear opciones alternativas. Hacer la serie animada permitió al estudio explorar todas estas ideas "sin límites". Winderbaum dijo que no era una coincidencia que la serie se estrenara tan pronto después de final de la primera temporada de Loki, que introdujo el multiverso, ya que What If...? explora facetas del multiverso de una manera que Winderbaum creía que la serie era tan importante como cualquier otra propiedad del UCM; Bradley confirmó que todos los episodios de la serie son canon para el multiverso del UCM, con la mayoría de los episodios que tienen lugar en su propio universo. El equipo creativo de What If...? se reunió con los productores ejecutivos de Loki Stephen Broussard y Kevin Wright, así como con el coproductor ejecutivo de WandaVision (2021), Mary Livanos para establecer un "libro de reglas" con respecto al multiverso, sus líneas de tiempo ramificadas y eventos de nexo.
Los productores ejecutivos de la serie incluyen a Winderbaum, Feige, Louis D'Esposito, Victoria Alonso, Andrews y Bradley, con Carrie Wassenaar como productora, y Danielle Costa y Dana Vasquez-Eberhardt se unen como productoras en la segunda temporada. Los episodios duran aproximadamente 30 minutos, aunque Marvel Studios originalmente les había dicho a Bradley y Andrews que apuntaran a episodios de 35 a 40 minutos; los primeros problemas de producción de la serie dieron como resultado un tiempo de ejecución reducido. En diciembre de 2019, Feige reveló que la primera temporada constaría de 10 episodios y que ya se había comenzado a trabajar en una segunda temporada de 10 episodios. Sin embargo, debido a los retrasos en la producción causados por la pandemia de COVID-19, un episodio de la primera temporada no se completó a tiempo y se trasladó a la segunda temporada, lo que llevó la primera temporada a nueve episodios; la segunda temporada también se redujo a nueve episodios. El trabajo en una tercera temporada comenzó en julio de 2022, cuando Bradley reveló que la segunda temporada fue su proyecto final con Marvel Studios. El editor de historia, Matthew Chauncey asume el cargo de guionista principal de la tercera temporada, que se anunció en agosto de 2024 como la última de la serie. En la tercera aparecerá un episodio centrado en Red Guardian escrito por Bradley y pensado para la segunda temporada.
En julio de 2021, antes del estreno de What If...?, Alonso señaló que Marvel Studios estaba creando una "rama de animación y un miniestudio", conocida como Marvel Studios Animation, para centrarse en más contenido animado más allá de What If...?. Durante el panel de animación de Marvel Studios en la Convención Internacional de Cómics de San Diego de 2022, What If...? y los otros proyectos discutidos se presentaron como parte del "Multiverso animado de Marvel".

### Guion

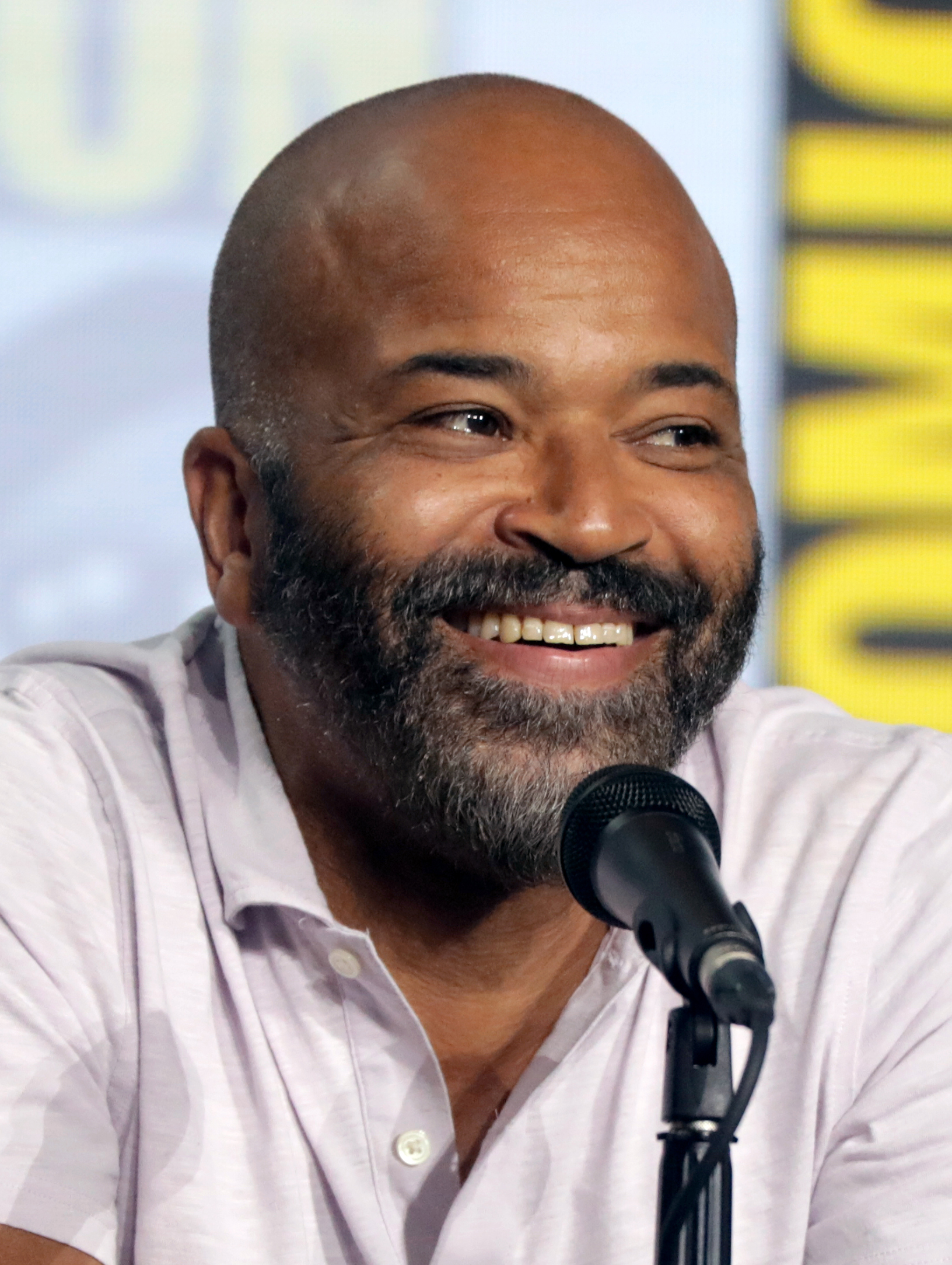
Jeffrey Wright protagoniza como el Vigilante, quien narra cada episodio de What If...?

Feige explicó con el anuncio de la serie que tomaría "momentos cruciales" de todo el MCU y los cambiaría. Winderbaum sintió que era "creativamente saludable" pensar en What If...? como su propio mundo paralelo que "vive y respira en sus propios términos" y no necesitaba tener adaptaciones exactas del UCM principal o los cómics. Agregó que fue liberador trabajar dentro del concepto de multiverso porque la serie podría asumir mayores riesgos u oportunidades que otros proyectos del UCM no tienen cuando se trata de conectarse con propiedades futuras. Alonso dijo que la serie era una oportunidad para introducir más diversidad en el MCU y aprovechar más de la 6000 personajes a los que Marvel Studios tuvo acceso. Los personajes de Marvel Comics que aún no han aparecido en el MCU no se presentan en la serie, pero los escritores consideraron crear nuevos personajes si eso ayudaba a la historia. Por ejemplo, Sam Wilson / Capitán América no pudo incluirse en las dos primeras temporadas porque los guiones se escribieron antes de The Falcon and the Winter Soldier (2021) se había emitido, y Bradley señaló que "tiene sentido, primero dejas que el personaje viva en acción real y luego juega en el multiverso"; el Capitán América de Wilson aparecerá en la tercera temporada. Con respecto a los nuevos personajes, esto se hizo por primera vez en la segunda temporada con el introducción de Kahhori, una joven Mohawk en una línea temporal alternativa que busca descubrir sus nuevos poderes después de que el Teseracto se estrella en la Confederación iroquesa en América precolombina donde no ha ocurrido la Colonización europea.
La escritura de la primera temporada comenzó en 2018, con los arcos argumentales de la segunda temporada concebidos durante sesiones de lluvia de ideas en 2019, antes de escribir la temporada entre enero y octubre de 2020. Cada episodio tenía un guion de aproximadamente 40 páginas cuando se escribió por primera vez. Debido a la larga producción de animación, no hubo oportunidad de que las reacciones del público a la primera temporada impactaran el trabajo de los creativos en la segunda temporada. Algunos de los 30 conceptos iniciales que no fueron elegidos para la primera temporada también aparecerán en temporadas futuras. Bradley declaró que en la primera temporada se pidió que destacara también a los personajes "principales", como Tony Stark, Black Panther y Doctor Strange, en cuanto a explorar únicamente conceptos de "qué pasaría si" para las historias del MCU de la «Saga Infinity»; como tal, los personajes de la Fase Cuatro no aparecerá hasta la segunda temporada, con Bradley y los escritores también centrándose más en los personajes "impletos" del segundo hilo de la franquicia, como Nebula, Darcy y Hela. Andrews señaló que después de la primera temporada, en la que el concepto de "qué pasaría si" fuera solo pequeños cambios de lo establecido, se pudieron realizar más temporadas para "expandirse" más allá de estos pequeños momentos y "volverse un poco más loco". Mientras los escritores desarrollaban los guiones iniciales, se dieron cuenta de que la Capitana Carter "brotaría y se volvería más importante" junto al Vigilante, y decidió revisar su historia en cada temporada futura.
Cada episodio y su historia alternativa es introducido y concluido por el Vigilante, presentándolo como "una advertencia en el espíritu de The Twilight Zone". Los tonos del episodio varían, y algunos son más oscuros o más claros que las películas deL MCU que reproducen. A pesar del formato de antología de la serie, los escritores concibieron un dispositivo narrativo para la primera temporada que les permitió tener cierta conectividad entre los episodios; esto comienza que se revelará en el octavo episodio de la primera temporada antes del final del noveno, que vio la formación de los Guardianes del Multiverso, cuyos miembros eran los diversos personajes presentados en episodios anteriores. Junto con la Capitana Carter, algunos de los elementos de la historia de la primera temporada con Doctor Strange Supremo y el Vigilante continúan en la segunda temporada, con Strange Supremo convirtiéndose en el villano de la temporada.

### Casting
El plan de Marvel para la serie era que los actores que interpretaran a los personajes de las películas del UCM repitieran sus papeles en What If...?, con más de 50 haciéndolo en la primera temporada. Feige reveló la mitad de estos actores en la Convención Internacional de Cómics de San Diego en julio de 2019, junto con Jeffrey Wright siendo elegido como el Vigilante, quien narra la serie. Los actores adicionales que retomarían sus papeles para la primera temporada se revelaron en agosto de 2021. Varios personajes de la serie tienen voces de actores diferentes a los que los interpretaron en películas del MCU. Winderbaum atribuyó algunos de los reemplazos a conflictos de agenda con los actores originales, y explicó que los creativos no querían que la serie fuera "definida por los actores que pensábamos que podríamos conseguir". Al seleccionar reemplazos, buscaron priorizar la actuación de esta serie sobre un actor que sonara igual que el original. Winderbaum sintió que la exploración del multiverso de la serie daba una "justificación cerebral" para los diferentes actores. Más de 30 actores repiten sus papeles de MCU en la segunda temporada, con algunos de los diferentes actores de voz de reemplazo retomando sus papeles de la primera temporada.

### Animación
La serie presenta un estilo de animación sombreado plano con semejanzas de personajes basadas en los actores de las películas. Ryan Meinerding, jefe de desarrollo visual de Marvel Studios, desarrolló el estilo de animación de la serie con Andrews. Consideraron usar diferentes estilos para cada episodio, o basar la apariencia en el arte cómico de Jack Kirby o Steve Ditko, antes de decidirse en un estilo único inspirado en ilustradores americanos clásicos como J. C. Leyendecker, Norman Rockwell, Tom Lovell y Mead Schaeffer. Andrews sintió que esto resultó en un "una especie de apariencia heroica, hiperrealizada y súper idealizada que se siente icónica" sin ser "empujada o caricaturesca", mientras que Meinerding sintió que este era un enfoque único hasta convertir superhéroes cinematográficos en animación que aprovechó la estilización del medio sin perder el sentimiento realista, "monumental y poderoso" de las películas. La dama y el vagabundo (1955) de Disney también fue una influencia debido a su falta de "trabajo de línea dura" y porque sintieron que estaba "bellamente pintado". Se consideró la animación 2D tradicional, pero se abandonó cuando Marvel no pudo encontrar estudios que pudieran manejar el trabajo necesario. En cambio, la animación es "2.5D", con modelos 3D renderizados con iluminación 2D para que parezcan dibujos planos. Andrews disfrutó de la oportunidad de combinar sus conocimientos de animación con el MCU, creyendo que había "una gran cantidad de riquezas" en la narración que pudieron lograr.
Alonso dijo que el medio de la animación permitió a Marvel Studios trabajar con nuevas empresas en todo el mundo. Blue Spirit trabajó en dos de los episodios de la primera temporada, con Squeeze manejando la animación para cuatro episodios, Flying Bark Productions trabajando en cuatro, y Stellar Creative Lab trabajando en uno. Stephan Franck se desempeña como jefe de animación en la primera temporada. Flying Bark Productions y Stellar Creative Lab regresaron para la segunda temporada, trabajando en cuatro y dos episodios, respectivamente,y se les une SDFX Studios  que trabajó en tres episodios. Scott Wright sirve como supervisor de animación durante la mayor parte de la temporada, y Franck se une a Wright en el cuarto episodio, y fungiendo como supervisor único en el quinto.
La secuencia de apertura de títulos de la serie fue diseñada por Perception, quienes buscaron enfatizar los temas de la serie mostrando "la belleza y la idea del espacio". La secuencia se inspira en el trabajo del cartelista de películas, Bob Peak, en particular su obra de arte para Star Trek: The Motion Picture (1979) y Excalibur (1981), y utiliza imágenes de cristales rotos para simbolizar la bifurcación de la Sagrada Línea de Tiempo.

### Música
En octubre del 2020, Laura Karpman se dispuso a componer música para la serie, a la que llamó "el patio de recreo perfecto para compositores", ya que pudo hacer referencia a las partituras existentes del UCM, pero también desviarse de ellos. Karpman y los productores se inspiraron en el enfoque de Alan Silvestri de la partituras de Avengers: Endgame para saber cómo para incorporar música existente de diferentes películas del UCM. Explicó que Silvestri entrelazó su propia música con los temas de otros compositores y, en general, solo tocó diferentes elementos de la música existente, por lo que su enfoque para la serie fue "tocar [temas existentes] y luego continuar". Karpman tuvo acceso a las partituras y grabaciones de partituras anteriores del UCM, pero también adaptó algunos elementos de oído. Para cada episodio, analizó cómo la historia se alineaba con el MCU, cómo se desviaba del UCM y qué requería musicalmente la historia en sí misma.
Al escribir el tema principal de la serie, Karpman sabía que la secuencia inicial presentaría imágenes de vidrios rotos. Grabó el sonido de cristales rotos y lo manipuló para crear efectos de sonido que se agregaron al tema. La melodía principal se toca en una trompa, con Karpman cantando de fondo como referencia a las partituras de ciencia ficción de la década de 1960 que presentaban vocalistas femeninas. También se usa un coro adicional en la música principal tema, cantando frases al revés como "qué pasaría si", "Marvel" y "Stan Lee". Los álbumes de bandas sonoras de cada episodio de la primera temporada de What If...?, con la partitura de Karpman, fueron publicados digitalmente por Marvel Music y Hollywood Records del 13 de agosto al 13 de octubre.
Para la segunda temporada, Karpman estuvo acompañada por su esposa Nora Kroll-Rosenbaum. Un EP de cinco pistas para el tercer episodio, «What If... Happy Hogan Saved Christmas?», se lanzó digitalmente el 15 de diciembre de 2023. Hollywood Records y Marvel Music lanzaron digitalmente un álbum de banda sonora para la temporada con selecciones de la partitura de Karpman y Kroll-Rosenbaum el 5 de enero de 2024. Karpman regresó para la tercera temporada.

## Estreno
What If...? debutó en Disney+ el 11 de agosto de 2021; la primera temporada consta de nueve episodios que se estrenaron semanalmente hasta el 6 de octubre. Forma parte de la Fase Cuatro del UCM. La segunda temporada se estrenó el 22 de diciembre de 2023 y se estrenó sus nueve episodios diariamente hasta el 30 de diciembre. Es parte de Fase Cinco. Winderbaum dijo que su intención era estrenar una nueva temporada de What If...? anualmente. En mayo de 2024, el productor ejecutivo, Brad Winderbaum dijo que el trabajo estaba casi terminado en la tercera temporada y que era probable que fuera el próximo proyecto animado de Marvel Studios en estrenarse.

## Recepción

### Audiencia
Según la empresa de investigación de mercado Parrot Analytics, que analiza la participación de los consumidores en la investigación de consumo, el streaming, las descargas y las redes sociales, What If...? fue la serie nueva más demandada que debutó en los EE. UU. del 1 de julio al 30 de septiembre de 2021, logrando 17,5 veces más demanda que el programa promedio durante ese período. A nivel internacional, aseguró la octava posición en el ranking de series digitales más demandadas en Ecuador, logrando 2,11 veces más demanda que la serie promedio, para la semana del 24 al 30 de octubre de 2021. Nielsen Media Research, que registra la audiencia del streaming en las pantallas de televisión de EE. UU., anunció en 2022 que What If... y Star Wars: The Bad Batch aparecieron cada uno en sus listas de streaming durante un total combinado de siete semanas de mayo a octubre, acumulando colectivamente aproximadamente 2 mil millones de minutos de tiempo de visualización.

### Respuesta crítica
| Temporada | Temporada | Rotten Tomatoes   | Metacritic      |
| --------- | --------- | ----------------- | --------------- |
|           | 1         | 94% (104 reseñas) | 69 (16 reseñas) |
|           | 2         | 90% (29 reseñas)  | 79 (7 reseñas)  |

El sitio web del agregador de reseñas, Rotten Tomatoes informó una calificación de aprobación del 94 % con una calificación promedio de 7.90/10, basado en 104 reseñas para la primera temporada. El consenso crítico del sitio dice: "What If...? puede que no agregue mucho a la narrativa más amplia del UCM, pero las tomas sorprendentes de personajes amados y algunas de las mejores secuencias de acción de toda la franquicia hacen que la visualización sea atractiva". Metacritic, que utiliza un promedio ponderado, asignado una puntuación de 69 sobre 100 basada en 16 críticos, lo que indica "críticas generalmente favorables".
La segunda temporada tiene un índice de aprobación del 90% en Rotten Tomatoes, según 29 reseñas, con una calificación promedio de 7,7/10. El consenso de críticos del sitio web afirma: "En su superlativa segunda temporada, What If...? reafirma su estatus como uno de los puestos de avanzada más consistentemente creativos en el extenso MCU. Metacritic, que asigna una calificación promedio ponderada, la segunda temporada ha recibido una calificación promedio de 78 sobre 100, basada en 5 críticas, lo que indica "generalmente favorable".

### Reconocimientos
| Premio                                  | Fecha(s) de ceremonia       | Categoría                                                                                   | Receptor(es) | Resultado | Ref(s)          |
| --------------------------------------- | --------------------------- | ------------------------------------------------------------------------------------------- | --- | --------- | --------------- |
| American Cinema Editors Awards          | 5 de marzo de 2022          | Mejor edición en animación                                                                  | Graham Fisher y Joel Fisher (por «What If... Ultron Won?») | Nominados | [ 98 ]          |
| Annie Awards                            | 12 de marzo de 2022         | Mejor Editorial, Televisión y Medios                                                        | Joel Fisher, Graham Fisher, Sharia Davis, Basuki Juwono y Adam Spieckerman (por «What If... Ultron Won?»)                                                                               | Ganadores | [ 99 ]          |
| Annie Awards                            | 17 de febrero de 2024       | Logro destacado por efectos animados en una producción animada de televisión / streaming    | Ryan Barringer, Rajkumar Gurudu, Bipin Kumar Patra, y Pranil Ravindra Mahajan (por «What If... Kahhori Reshaped the World?»)                                                            | Nominados | [ 69 ]          |
| Annie Awards                            | 17 de febrero de 2024       | Logro destacado en diseño de producción en una producción animada de televisión / streaming | Paul Lasaine, Kristina Vardazaryan, Cynthia Halley, Ryan Magno, y Simon Dunsdon (por «What If... Nebula Joined the Nova Corps?»)                                                        | Nominados | [ 69 ]          |
| Critics' Choice TV Award                | 13 de marzo de 2022         | Mejor serie animada                                                                         | What If...? | Ganadora  | [ 100 ]         |
| MPSE Golden Reel Awards                 | 13 de marzo de 2022         | Mejor edición de sonido en animación                                                        | Mac Smith, Bill Rudolph, Alyssa Nevarez, Cheryl Nardi, Anele Onyekwere, Tom Kramer, John Roesch, y Shelley Roden (por «What If... Doctor Strange Lost His Heart Instead of His Hands?») | Nominados | [ 101 ]         |
| Hollywood Critics Association TV Awards | 14 de agosto de 2022        | Mejor serie animada en Streaming o Película para televisión                                 | What If...? | Nominada  | [ 102 ]         |
| Dorian Awards                           | 17 de agosto de 2022        | Mejor programa animado                                                                      | What If...? | Nominada  | [ 103 ]         |
| Primetime Creative Arts Emmy Awards     | 3 y 4 de septiembre de 2022 | Mejor Programa Animado                                                                      | «What If... Doctor Strange Lost His Heart Instead of His Hands?» | Nominado  | [ 104 ]         |
| Primetime Creative Arts Emmy Awards     | 3 y 4 de septiembre de 2022 | Mejor Interpretación de la voz en off del personaje                                         | Chadwick Boseman (por «What If... T'Challa Became a Star-Lord?») | Ganador   | [ 104 ]         |
| Primetime Creative Arts Emmy Awards     | 3 y 4 de septiembre de 2022 | Mejor Interpretación de la voz en off del personaje                                         | Jeffrey Wright (por «What If... Ultron Won?») | Ganador   | [ 104 ]         |
| Golden Trailer Awards                   | 7 de octubre de 2022        | Publicidad más Innovadora para una Serie de TV/Streaming                                    | What If...? | Ganadora  | [ 105 ] [ 106 ] |
| Saturn Awards                           | 25 de octubre de 2022       | Mejor Serie Animada                                                                         | What If...? | Nominada  | [ 107 ]         |

## Otros medios

### Documental especial
En febrero de 2021, se anunció la serie documental Marvel Studios: Assembled. El especial de esta serie, Assembled: The Making of What If...?, va detrás de escena de la realización de la primera temporada y se estrenó en Disney+, el 27 de octubre de 2021.

### What If...? – An Immersive Story
Wong es guiado por el Vigilante para ayudar al jugador a recolectar las Gemas del Infinito de todo el multiverso. Finalmente, se revela que Wanda Maximoff se hace pasar por el Vigilante para recolectar las Gemas y el jugador debe unirse a otros aliados multiversales para derrotarla. Después de recuperar la posesión de todas las Gemas del Infinito, el jugador puede elegir conservarlas y comenzar una nueva línea de tiempo o destruirlas para salvar el multiverso y ser reclutado como Guardián del Multiverso.
En mayo de 2024, Marvel Studios y ILM Immersive anunciaron What If...? – An Immersive Story, una historia original de Disney+ de una hora de realidad mixta interactiva para el casco Apple Vision Pro. La historia fue dirigida por Dave Bushore y escrita por David Dong y Phil McCarty, en la que los usuarios se encuentran con variantes de personajes del MCU de todo el multiverso, aprenden las artes místicas y aprovechan el poder de las Gemas del Infinito. Los personajes que aparecen incluyen a Vigilante, Wong, Thanos, Carol Danvers, Capitán América, Red Guardian, Hela, el Coleccionista, Wanda Maximoff, Visión, Capitana Carter, Starfox, Miss Minutes, y Deadpool (mediante el uso de imágenes de archivo de la película de 2024, Deadpool & Wolverine), entre otros. Bushore, Dong y McCarty trabajaron con el equipo de producción de What If...? para crear las nuevas variantes de personajes que se ven en la experiencia. Bushor estaba entusiasmado por centrar el escenario "qué pasaría si..." en torno a Maximoff y Vision para ayudar a darle a los personajes su "final feliz" que no han tenido en el MCU principal. Laura Karpman regresó de la serie para componer la música para la experiencia, y el director de la serie, Bryan Andrews, se desempeñó como productor consultor. Los productores ejecutivos incluyen a Bushore, Winderbaum, Shereif M. Fattouh, Vicki Dobbs Beck y Mark S. Miller de ILM Immersive, y Jamie Voris de Walt Disney Studios. Se lanzó un avance el 22 de mayo, y la experiencia estuvo disponible como una aplicación gratuita en Vision Pro por tiempo limitado el 30 de mayo.
Wes Davis de The Verge describió An Immersive Story como un "tutorial de videojuego demasiado largo y sin importancia, sin un juego para seguirlo". Davis disfrutó de las imágenes de la experiencia y pensó que los gestos de movimiento para las diversas habilidades disponibles eran divertidos de hacer, pero lamentó el hecho de que estuvieran restringidos a momentos específicos y guionados en la experiencia. La historia se construye a través de una serie de viñetas, que según Davis tenían un patrón similar en su ejecución. Concluyó que la experiencia "se sitúa en una zona intermedia evasiva e insatisfactoria" y tenía la esperanza de que cualquier actualización o apoyo posterior de ILM Immersive supusiera la introducción de múltiples caminos ramificados dentro de la historia. An Immersive Story ganó el premio a la Innovación Destacada en Programación de Medios Emergentes en el 76.a edición de los Premios Primetime Emmy.

## Futuro

### Marvel Zombies
En noviembre de 2021, se anunció una serie animada Marvel Zombies, con Andrews volviendo a dirigir y Zeb Wells como guionista principal, centrándose en "una nueva generación de héroes" que luchan contra zombis. Es una continuación de la realidad presentada por primera vez en el quinto episodio de What If...?, que "mira ese universo con una lente diferente". Está programada para debutar en Disney+ y constará de cuatro episodios. Iman Vellani repetirá su papel del MCU como Kamala Khan / Ms. Marvel en la serie.

### Proyectos potenciales
Winderbaum dijo que había potencial para que los personajes variantes de la serie aparecieran en acción real, al igual que los conceptos de "qué pasaría si" de Marvel Comics finalmente se abrieron paso en la continuidad principal de los cómics. Andrews y Hayley Atwell expresaron interés en una película de acción real protagonizada por esta última como la Capitana Carter, aunque Atwell quería el equipo creativo adecuado que pudiera "allanar el camino para [Carter] para aprovechar la conciencia cultural de hoy y convertirse en una heroína moderna de nuestro tiempo". Atwell repitió por primera vez el papel en acción real en Doctor Strange in the Multiverse of Madness como una versión alternativa del personaje de Tierra-838 (separado de las versiones vistas en What If...? y el MCU principal) que es miembro de los Illuminati. Una serie derivada centrada en Star-Lord T'Challa había estado en desarrollo, pero quedó en el "limbo" después de la muerte de Boseman.